# Airbus A330

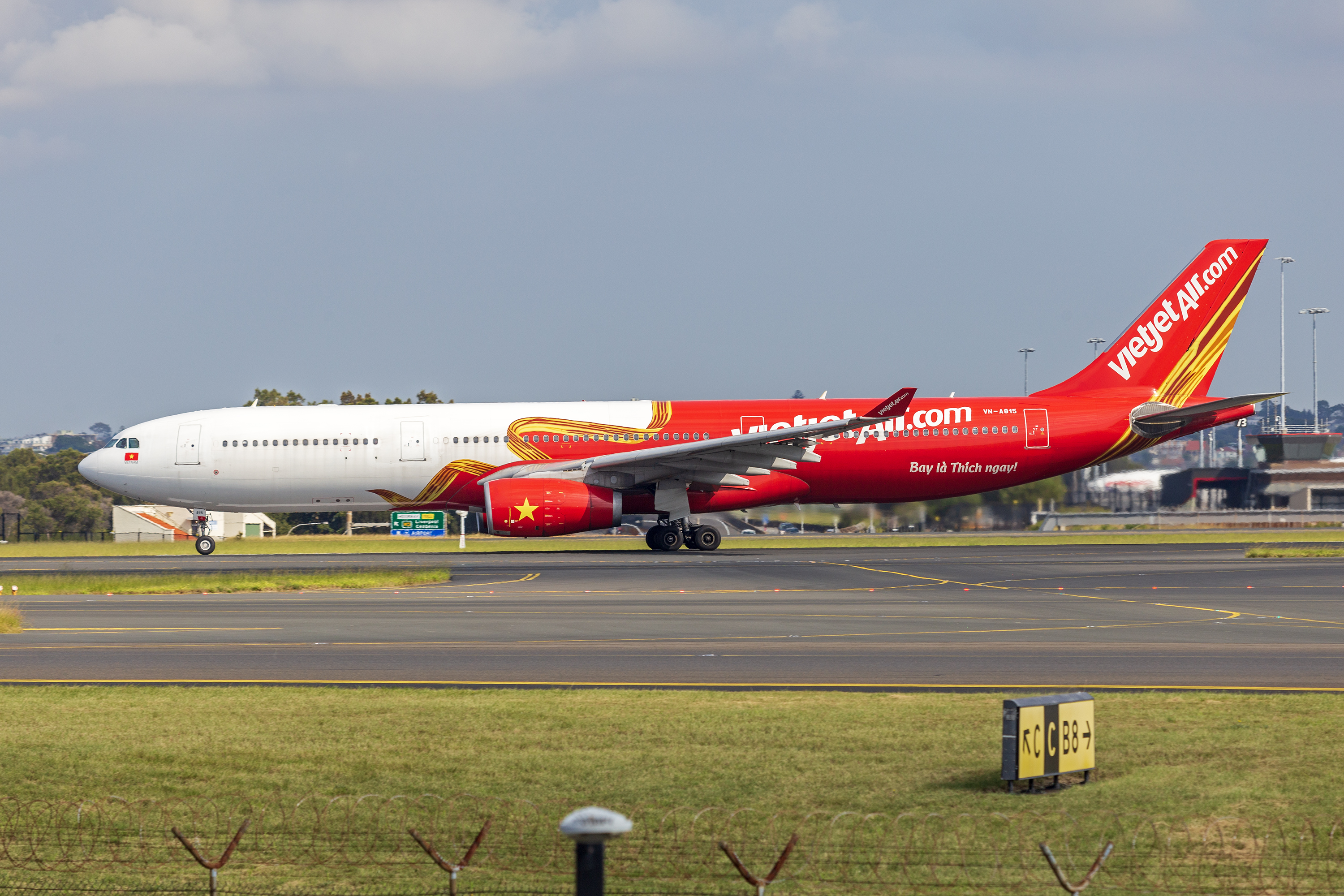
Airbus A330-343 Vietjet air

Airbus A330 là một mẫu máy bay dân dụng thân rộng, động cơ đôi, một tầng, hai lối đi được phát triển và sản xuất bởi nhà sản xuất máy bay Airbus. Nó được phát triển cùng thời điểm với Airbus A340. Giá của một chiếc A330 tính từ năm 2021 được ước tính rơi vào giá khoảng 200 triệu đô la trở lên tùy biến thể.

## Thiết kế và phát triển
Vào thời đó bấy giờ, Airbus đã sử dụng A330 để cạnh tranh trực tiếp trong thị trường hàng không áp dụng tiêu chuẩn ETOPS (Các tiêu chuẩn thực hiện quá trình hoạt động máy bay hai động cơ mở rộng tầm bay), đặc biệt là cạnh tranh với Boeing 767.
Thân và cánh của A330 gần như giống hệt với A340 lớn hơn,dù nó có đến 4 động cơ và sử dụng loại động cơ khác nhau.Thiết kế thân cơ bản của A330 được thừa kế từ Airbus A300, như bộ phận mũi/buồng lái, hệ thống lái fly-by-wire và buồng điều khiển từ Airbus A320. Cả A330 và A340 đều được lắp trên các dây chuyền lắp ráp cuối cùng tại Toulouse-Blagnac, Pháp.
Đến cuối tháng 3-2008, tổng cộng đã có 921 chiếc A330 được đặt hàng và 533 chiếc đã giao.
Ngay từ đầu quá trình phát triển TA9, việc lựa chọn động cơ từ ba nhà sản xuất động cơ lớn là Rolls-Royce,Pratt & Whitney và GE Aviation đã được lên kế hoạch. GE Aviation lần đầu tiên cung cấp biến thể CF6-80C2. Tuy nhiên, các nghiên cứu sau đó chỉ ra rằng cần nhiều lực đẩy hơn để tăng khả năng công suất ban đầu từ 267 lên 289 kN (60.000 đến 65.000 lbf). GE đã mở rộng quạt CF6-80C2 từ 236 lên 244 cm (92,9 đến 96,1 in) và giảm số lượng cánh quạt từ 38 xuống 34 để tạo ra CF6-80E1 với lực đẩy 300–320 kN (67.000–72.000 lbf).
Rolls-Royce ban đầu muốn sử dụng động cơ Trent 600 267 kN (60.000 lbf) để cung cấp năng lượng cho máy bay phản lực mới nhất của Airbus và máy bay McDonnell Douglas MD-11 sắp ra mắt. Tuy nhiên, sau đó công ty đã đồng ý phát triển một động cơ chỉ dành riêng cho A330 đó là dòng Trent 700, với đường kính lớn hơn và lực đẩy 311 kN (69,900 lbf). A330 trở thành máy bay Airbus đầu tiên mà Rolls-Royce cung cấp động cơ.
Tương tự, Pratt & Whitney đã ký một thỏa thuận bao gồm việc phát triển chiếc A330 sử dụng độc quyền động cơ PW4168. Công ty đã tăng kích thước quạt từ 94 in (2,39 m) lên 100 in (2,54 m), cho phép động cơ cung cấp lực đẩy 311 kN (69,900 lbf). Giống như CF6-80E1, 34 cánh quạt được sử dụng thay vì 38 được tìm thấy trên các động cơ PW4000 nhỏ hơn

## Các phiên bản
Có hai phương án chính của A330. Thứ nhất là A330-300 được giới thiệu vào năm 1987 và bắt đầu hoạt động chính thức vào năm 1993. Thứ hai là A330-200 được giới thiệu năm 1995, đưa vào sử dụng năm 1998 và trở thành phiên bản tiếp nhiên liệu, chở khách, chở hàng. Phiên bản thứ 3 - ACJ330 (Airbus Corporate Jet) dành cho giới siêu giàu cũng đang phát triển.

### A330-200

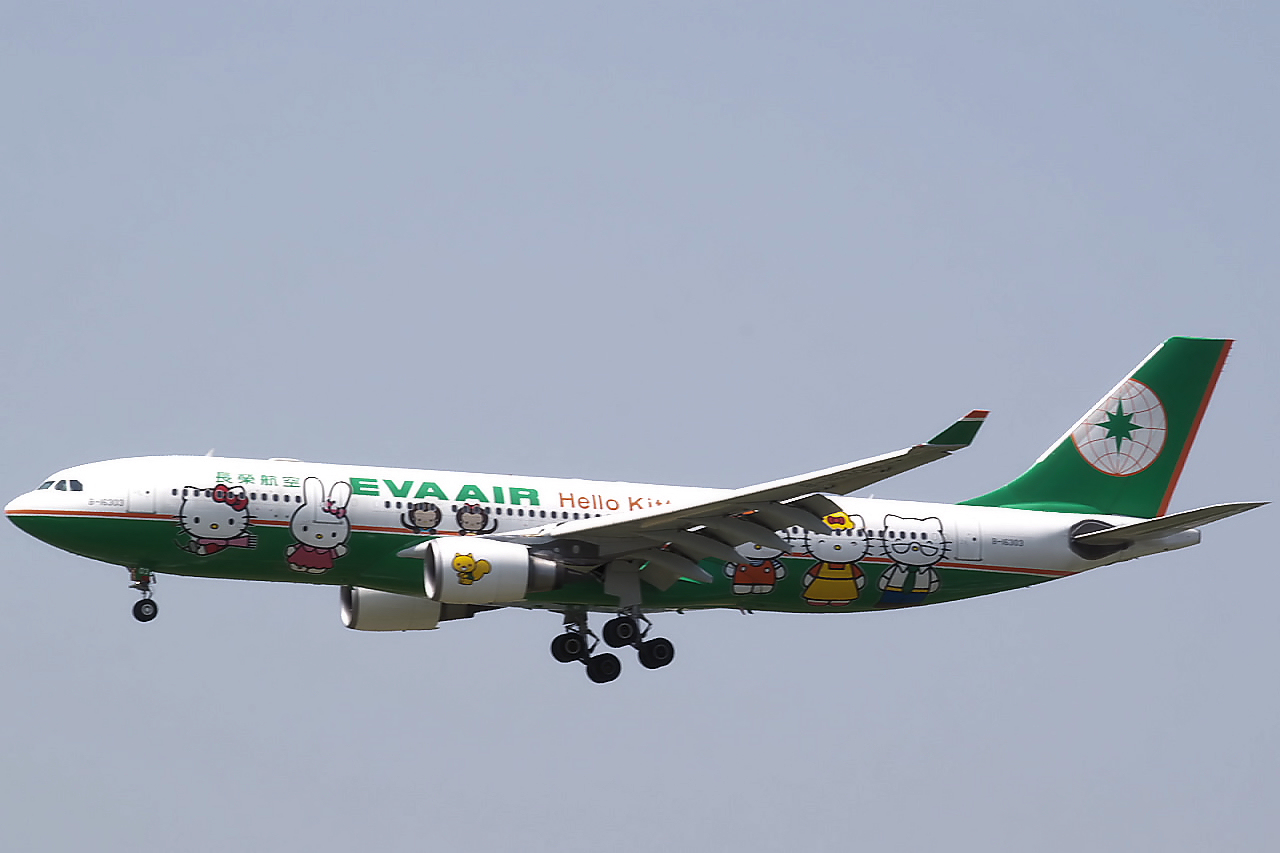
A330-203 Hello Kitty của hãng EVA Air (B-16303)

A330-200 được phát triển để cạnh tranh với Boeing 767. A330-200 tương tự như A340-200 hay còn gọi là phiên bản ngắn hơn của A330-300. Với việc A340-200 không được quan tâm (chỉ có 28 chiếc được chế tạo), Airbus quyết định sử dụng thân của A340-200 với cánh và động cơ của A330-300. Đây là một tính toán tận dụng mang tính kinh tế đáng kể của máy bay kiểu này phổ biến hơn phương án 4 động cơ.
Cánh thăng bằng đứng cao hơn so với A330-300 để khôi phục lại hiệu suất do cánh tay đòn momen ngắn cùng thân ngắn.Nó có thể chứa thêm nhiên liệu,giống như A330-300, có trọng lượng cất cánh tối đa là 233 tấn.Tầm bay 253 hành khách ở 3 hạng ghế là 12.500 km.
Sức mạnh của máy bay do hai động cơ General Electric CF6-80E, Pratt & Whitney PW4000 hoặc Rolls-Royce Trent 700 cung cấp. Đợt giao hàng đầu tiên là cho ILFC/Canada 3000 vào tháng 4-1998.
Tương tự như đối thủ trực tiếp là 767-300ER và tương lai sẽ là 787-8.A330-200 đã bán được rất nhiều từ khi giới thiệu, nhiều hơn Boeing 767-300ER từ 9 đến 23 chiếc vào năm 2004.
Tính đến tháng 12/2020, A330-200 nhận được 661 chiếc đặt hàng, trong đó 645 chiếc đã bàn giao và hiện có 600 chiếc đang hoạt động. Gia niêm yết vào năm 2018 là 238.5 triệu đô la.

#### A330-200F
Vì doanh thu từ A300-600F và A310F giảm sút, Airbus đã bắt đầu tiếp thị một phiên bản chuyên chở của A330-200 vào năm 2000-2001,dù nó không được giới thiệu vào thời gian này. A330-200F xuất hiện trở lại tại Triển lãm hàng không Farnborough 2006 và nhận được giấy phép sản xuất công nghiệp vào tháng 1-2007. Theo kế hoạch nó sẽ bắt đầu đi vào hoạt động vào giữa năm 2009.
A330-200F là một máy bay chở hàng đường dài, thân rộng có thể chứa được 64 tấn hàng bay xa 4.000 NM / 7.400 km, hoặc 69 tấn bay 3.200 NM / 5.930 km.Máy bay được đưa vào sử dụng một hệ thống tải hàng trên sàn máy bay đa năng mới, hệ thống này có khả năng điều chỉnh khoảng không gian thích hợp cho các tấm nâng hàng (pallet) và container. Vài sắp xếp khác sẽ được thực hiện trên sàn máy bay,giúp máy bay chứa được 23 pallet liền kề (SBS), tập trung chứa các kiện hàng có thể tích lớn giá trị cao. Hoặc chứa 16 pallet một hàng (SR) (kích thước 96"x 96"x125") và/hoặc chín container AMA hướng đến các thị trường có mật độ vận chuyển hàng hóa lớn. Kích thước của nó nằm giữa Boeing 767-300F và Boeing 777F.
Để đáp ứng tiêu chuẩn góc từ mũi xuống thân của A330, A330F sẽ sử dụng cách bố trí bộ càng đáp ở phần mũi đã được sửa chữa và tin chỉnh lại. Động cơ là động cơ đôi loại Pratt & Whitney PW4000 hoặc Rolls-Royce Trent 700.
Airbus đã có 66 chiếc được đặt hàng từ 7 khách hàng: Aircastle 15, Avion Aircraft Trading 8, Etihad Airways 3, Flyington Freighters 12, Guggenheim Aviation Partners 6, Intrepid Aviation Group 20 và MNG Airlines 2. Ngoài ra ACT Airlines đã ký một biên bản ghi nhớ về 2 chiếc A330-200F. Các hợp đồng sẽ được thực hiện bắt đầu vào cuối năm 2009.
Các đối thủ trực tiếp của A330-200F là B767-300F, DC-10F, MD-11F,B777F.
Airbus lắp ráp A330-200F tại Hoa Kỳ cùng với KC-45A của Không quân Hoa Kỳ trên một dây chuyền lắp ráp tại Mobile, Alabama.
Tính đến tháng 12/2020, A330-200F bàn giao 38 chiếc. Giá niêm yết là 241,7 triệu đô la.

#### A330P2F
Chương trình chuyển đổi máy bay chở hàng A330P2F đã được ra mắt tại triển lãm hàng không Singapore Airshow 2012 với sự hỗ trợ của Airbus, liên doanh Elbe Flugzeugwerke có trụ sở tại Dresden của họ và công ty kỹ thuật ST Aerospace có trụ sở tại Singapore. Nhắm mục tiêu giới thiệu năm 2016, Airbus sau đó ước tính nhu cầu thị trường cho 2.700 chiếc khai thác trên 20 năm, một nửa trong số này cỡ trung bình, bao gồm 900 chiếc chuyển đổi.
A330-300P2F, thích hợp để chuyển phát nhanh và thương mại điện tử mật độ thấp hơn, có thể chở tới 62 tấn với tầm bay 6.760 km. Sau các chuyến bay thử nghiệm vào tháng 10/2017 và giấy chứng nhận loại bổ sung EASA được trao vào tháng 11, chiếc đầu tiên đã được giao cho DHL vào ngày 1/12.

### A330-300

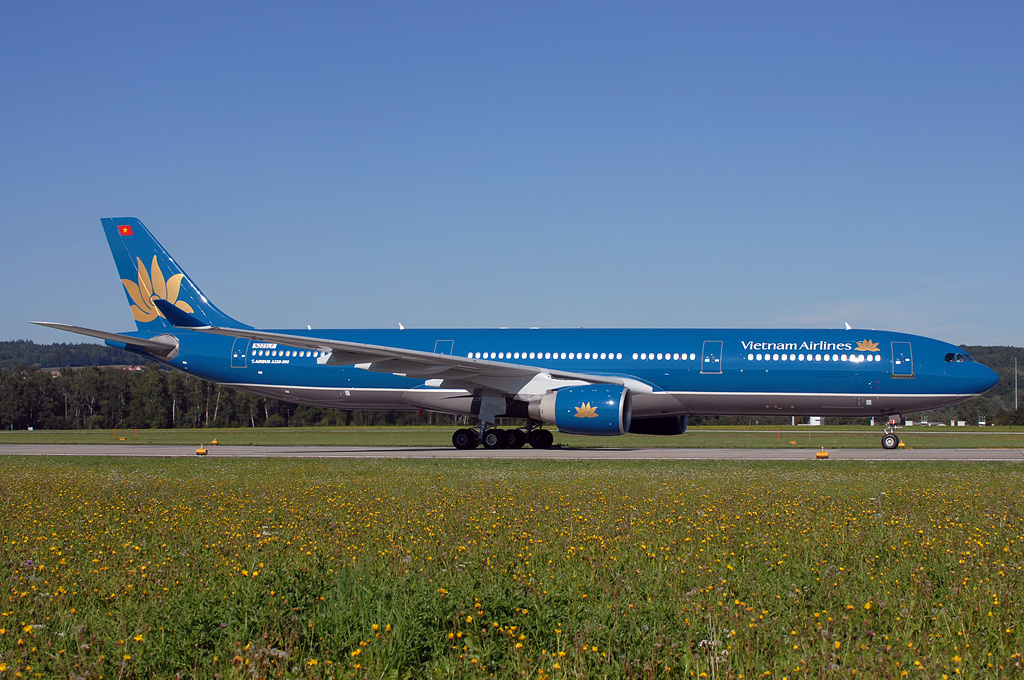
Airbus A330-300 thuộc hãng Hãng hàng không Quốc gia Việt Nam tại Sân bay Zürich

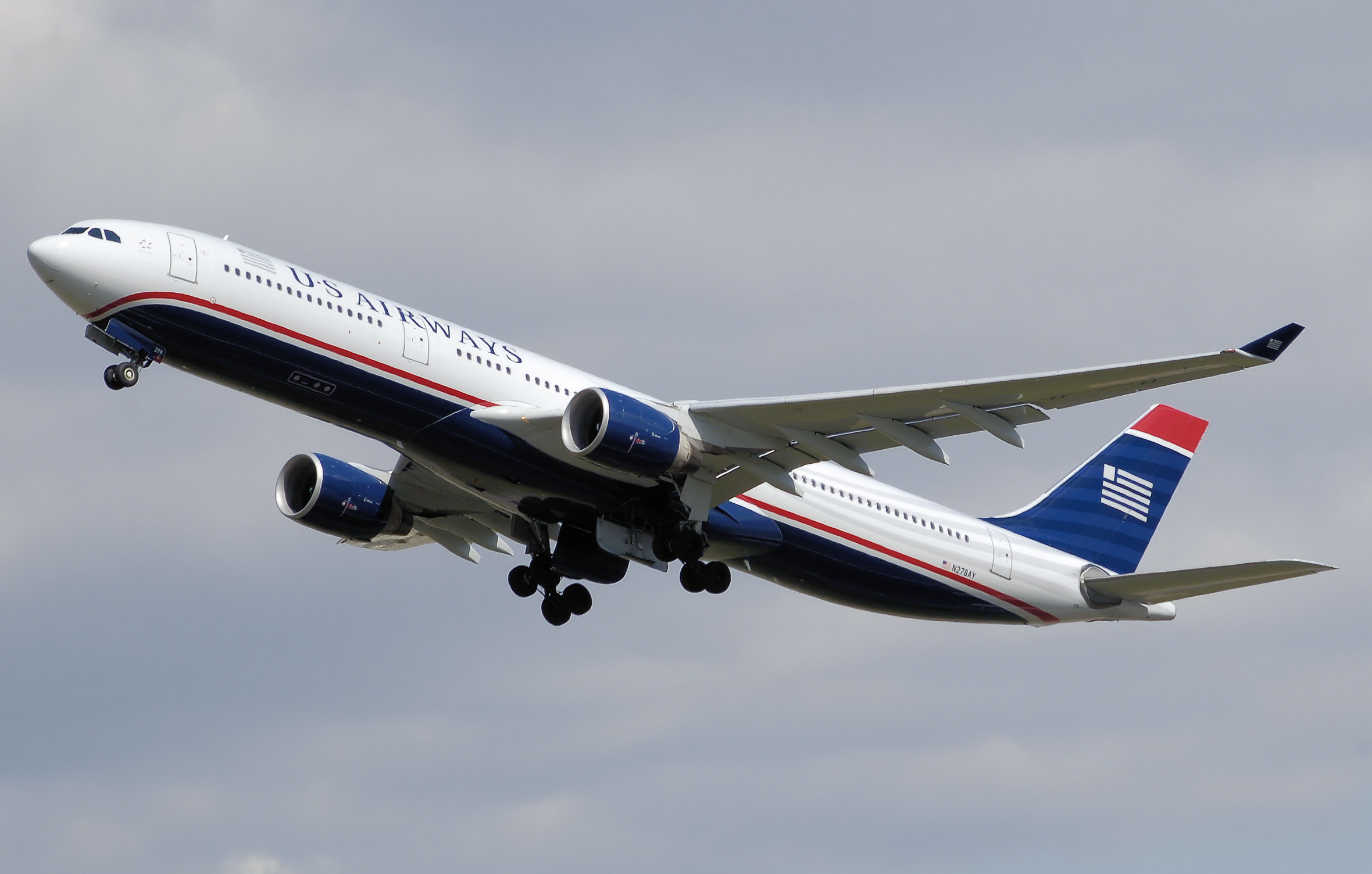
A330-300 thuộc hãng US Airways cất cánh từ Sân bay London Gatwick

A330-300 bắt đầu đưa vào hoạt động vào năm 1993, nó được phát triển để thay thế cho A300. A330-300 được thiết kế dựa trên thân của A300-600 đã được kéo dài nhưng với cánh thăng bằng,cánh chính với phần mềm fly-by-wire mới.
A330-300 chở được 295 hành khách chia làm 3 hạng ghế (335 nếu ở 2 hạng và 440 nếu ở 1 hạng) đi quãng đường 10.500 km, có sức chứa hàng hóa lớn sánh được với những chiếc Boeing 747 thời kỳ đầu tiên. Một số hãng hàng không đã thực hiện các chuyến bay ban đêm để chở hàng, còn ban ngày thì chở khách.
Nó được trang bị 2 động cơ General Electric CF6-80E, Pratt & Whitney PW4000 hoặc Rolls-Royce Trent 700,tất cả đều theo tiêu chuẩn ETOPS-180. US Airways là hãng hàng không đầu tiên ở Mỹ có 9 chiếc A330-300.
Loại máy bay tương đương để cạnh tranh của Boeing là Boeing 777-200 và Boeing 767-400ER.
Tính đến thời điểm tháng 12/2020, A330-300 nhận được 779 chiếc đặt hàng, trong đó 771 chiếc đã được bàn giao và 742 chiếc đang hoạt động. Mức giá niêm yết vào thời điểm năm 2015 là 264 triệu đô la.

#### A330-300HGW
Năm 2000, có thông tin cho rằng Airbus đang nghiên cứu một phiên bản A330-300 có tổng trọng lượng lớn hơn. Nó được đặt tên là A330-300HGW và có trọng lượng cất cánh là 240 tấn (530.000 lb), lớn hơn 7 tấn (15.000 lb) so với trọng lượng A330-300. Phiên bản này giúp đôi cánh chắc chắn hơn và dung tích nhiên liệu bổ sung từ bình xăng phần trung tâm 41.600 lít (11.000 US gal). Tầm bay của A330-300HGW được tăng lên hơn 11.000 km (5.940 nmi; 6.840 mi). Trong số những người thể hiện sự quan tâm là công ty cho thuê ILFC, công ty đang tìm kiếm các hãng hàng không có thể bay từ Bờ Tây Hoa Kỳ đến Châu Âu.
Airbus cũng xem xét sử dụng động cơ Engine Alliance GP7000 mới cho A330-300HGW, đây sẽ là ứng dụng máy bay phản lực kép đầu tiên của động cơ này. A330-300HGW đã được đưa vào phục vụ hàng không vào năm 2004. Tuy nhiên, chương trình A330-300HGW không được đưa ra và lặng lẽ dừng lại.
A330-300HGW nặng 240 tấn xuất hiện trở lại sau nhiều năm khi Airbus công bố tại Triển lãm hàng không Farnborough năm 2012  cho rằng nó sẽ là một lựa chọn khả dụng cho cả A330-300 và A330-200. Vào tháng 11/2012, trọng lượng cất cánh tối đa đã được tăng thêm lên 242 tấn.

### ACJ330
Đây là máy bay có thể bay tầm xa với tầm bay đạt được 15.400 km và chở được 50 khách.

### Các phiên bản tiếp nhiên liệu trên không
Airbus A330 MRTT
Phiên bản tiếp nhiên liệu và vận tải đa vai trò (MRTT) của A330-200 đã cấp cấp một mẫu máy bay vận tải chiến lược và tiếp nhiên liệu trên không. Cho đến nay nó đã được Úc, Ả Rập Xê Út, UAE, Vương quốc Anh và Singapore lựa chọn sử dụng.
Northrop Grumman KC-45
Vào ngày 29 tháng 2-2008, Không quân Hoa Kỳ (USAF) đã công bố một phiên bản lắp ráp tại Hoa Kỳ của A330 MRTT, hiện nay có tên gọi là KC-45A trong USAF, nó được chọn để thay thế cho Boeing KC-135 Stratotanker. Phi đội máy bay KC-135 của không quân hoạt động từ năm 1957, và máy bay cuối cùng được giao là vào năm 1965.

## Các hãng sử dụng

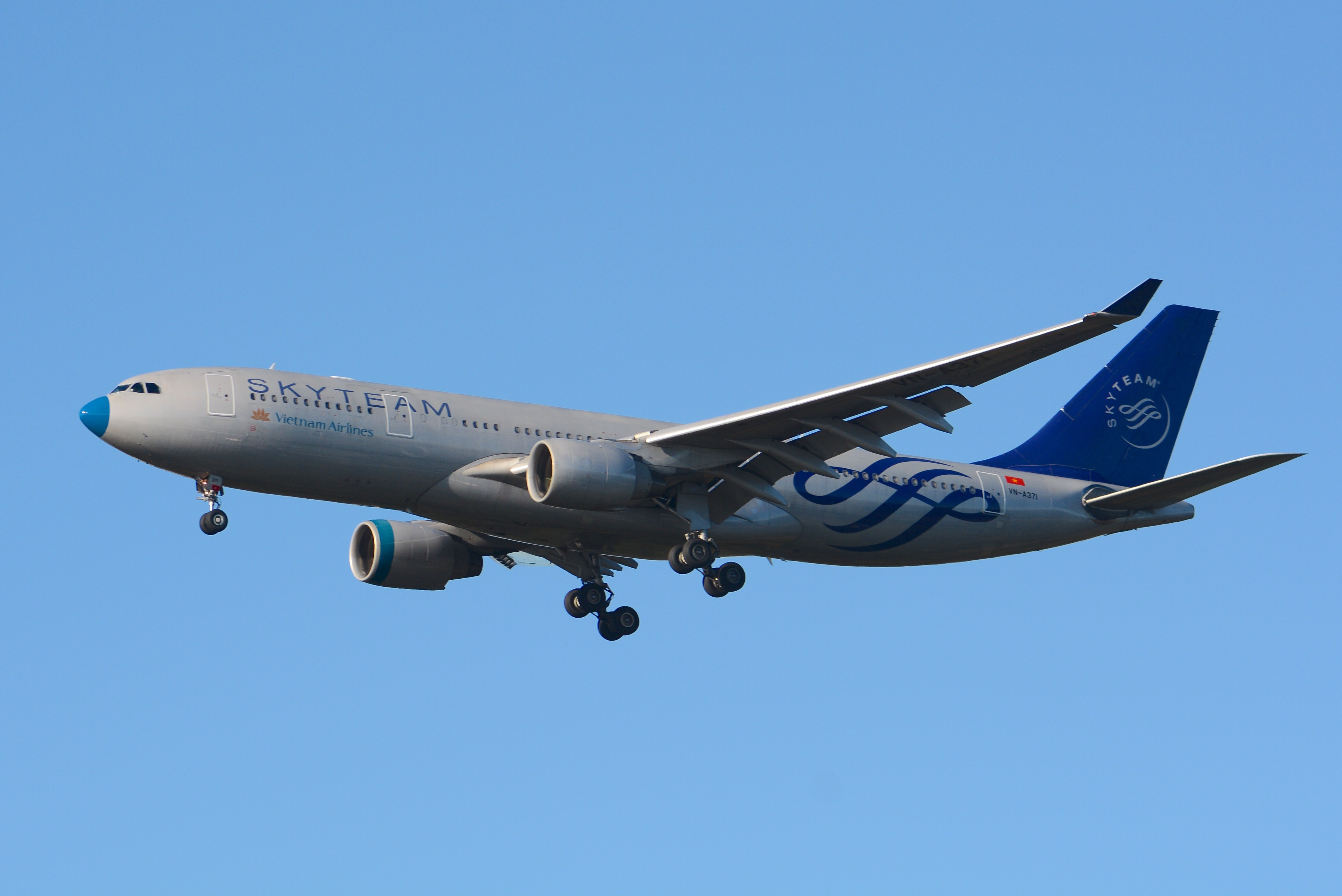
Airbus A330-200 của Vietnam airlines mang màu sơn SkyTeam

Các hãng hàng không sử dụng Airbus A330 tính đến 28 tháng 12 năm 2022:
| Cờ                                      | Hãng hàng không                         | A330-200 | A330-200F | A330-300 | Tổng cộng |
| Cộng hòa Ireland                        | AerCap                                  | 11       |           | 15       | 26        |
| Cộng hòa Ireland                        | AerCap Ireland                          |          |           | 5        | 5         |
| Cộng hòa Ireland                        | Aer Lingus                              | 3        |           | 11       | 14        |
| Nga                                     | Aeroflot                                |          |           | 11       | 11        |
| Argentina                               | Aerolíneas Argentinas                   | 4        |           |          | 4         |
| Libya                                   | Afriqiyah Airways                       | 4        |           | 2        | 6         |
| Algérie                                 | Air Algérie                             | 8        |           |          | 8         |
| Malaysia                                | AirAsia X                               |          |           | 20       | 20        |
| Pháp                                    | Aircalin                                | 2        |           |          | 2         |
| Canada                                  | Air Canada                              |          |           | 8        | 8         |
| Pháp                                    | Air Caraïbes                            |          |           | 3        | 3         |
| Hoa Kỳ                                  | Aircastle                               | 7        | 3         |          | 10        |
| Trung Quốc                              | Air China                               | 30       |           | 26       | 56        |
| Pháp                                    | Air France                              | 8        |           |          | 8         |
| Pháp                                    | Air Inter                               |          |           | 4        | 4         |
| Hoa Kỳ                                  | Air Lease Corporation                   | 10       |           | 6        | 16        |
| Mauritius                               | Air Mauritius                           | 2        |           |          | 2         |
| Hàn Quốc                                | Asiana Airlines                         |          |           | 6        | 6         |
| Áo                                      | Austrian Airlines                       | 3        |           |          | 3         |
| Colombia                                | Avianca                                 | 10       | 6         |          | 16        |
| Cộng hòa Ireland                        | AWAS Aviation Capital                   | 5        |           | 7        | 12        |
| Trung Quốc                              | Beijing Capital Airlines                | 3        |           | 4        | 7         |
| Vương quốc Liên hiệp Anh và Bắc Ireland | British Midland International           | 1        |           |          | 1         |
| Singapore                               | BOC Aviation                            |          | 5         | 7        | 12        |
| Trung Quốc                              | CASC Group                              |          |           | 8        | 8         |
| Hồng Kông                               | Cathay Dragon                           |          |           | 5        | 5         |
| Hồng Kông                               | Cathay Pacific                          |          |           | 49       | 49        |
| Philippines                             | Cebu Pacific                            |          |           | 2        | 2         |
| Đài Loan                                | China Airlines                          |          |           | 14       | 14        |
| Trung Quốc                              | China Eastern Airlines                  | 33       |           | 33       | 66        |
| Trung Quốc                              | China Southern Airlines                 | 16       |           | 34       | 50        |
| Hoa Kỳ                                  | CIT Group                               | 36       |           | 15       | 51        |
| Úc                                      | Commonwealth Bank of Australia          |          |           | 2        | 2         |
| Pháp                                    | Corsairfly                              | 1        |           | 4        | 5         |
| Hoa Kỳ                                  | Delta Air Lines                         |          |           | 10       | 10        |
| Ai Cập                                  | EgyptAir                                | 7        |           | 4        | 11        |
| Đài Loan                                | EVA Air                                 | 3        |           | 9        | 12        |
| Fiji                                    | Fiji Airways                            | 3        |           | 1        | 4         |
| Phần Lan                                | Finnair                                 |          |           | 8        | 8         |
| Indonesia                               | Garuda Indonesia                        | 5        |           | 15       | 20        |
| Hoa Kỳ                                  | GE Capital Aviation Services            | 21       |           | 12       | 33        |
| Tây Ban Nha                             | Grupo Marsans                           | 4        |           |          | 4         |
| Trung Quốc                              | Hainan Airlines                         | 9        |           | 24       | 33        |
| Hoa Kỳ · Hawaii                         | Hawaiian Airlines                       | 24       |           |          | 24        |
| Hồng Kông                               | Hong Kong Airlines                      | 9        |           | 6        | 15        |
| Đức                                     | HSH Nordbank                            | 2        |           |          | 2         |
| Tây Ban Nha                             | IAG                                     | 3        |           |          | 3         |
| Tây Ban Nha                             | Iberia                                  | 18       |           | 8        | 26        |
| Hoa Kỳ                                  | International Lease Finance Corporation | 68       |           | 30       | 98        |
| Iran                                    | Iran Air                                | 2        |           |          | 2         |
| Hà Lan                                  | KLM                                     | 6        |           | 5        | 11        |
| Hàn Quốc                                | Korean Air                              | 8        |           | 21       | 29        |
| Libya                                   | Libyan Airlines                         | 2        |           |          | 2         |
| Indonesia                               | Lion Air                                |          |           | 6        | 6         |
| Đức                                     | LTU International                       |          |           | 5        | 5         |
| Đức                                     | Lufthansa                               |          |           | 13       | 13        |
| Malaysia                                | Malaysia Airlines                       | 9        |           | 15       | 24        |
| Liban                                   | Middle East Airlines                    | 4        |           |          | 4         |
| Thổ Nhĩ Kỳ                              | MNG Airlines                            |          | 1         |          | 1         |
| Vương quốc Liên hiệp Anh và Bắc Ireland | MyTravel Airways                        | 4        |           | 3        | 7         |
| Oman                                    | Oman Air                                | 4        |           | 6        | 10        |
| Philippines                             | Philippine Airlines                     |          |           | 9        | 9         |
| Úc                                      | Qantas                                  | 18       |           | 10       | 28        |
| Qatar                                   | Qatar Airways                           | 6        |           | 10       | 16        |
| Rwanda                                  | RwandAir                                | 1        |           | 1        | 2         |
| Ả Rập Xê Út                             | Saudia                                  |          |           | 32       | 32        |
| Đan Mạch · Na Uy · Thụy Điển            | Scandinavian Airlines                   |          |           | 8        | 8         |
| Trung Quốc                              | Shenzhen Airlines                       |          |           | 6        | 6         |
| Trung Quốc                              | Sichuan Airlines                        | 7        |           | 7        | 14        |
| Cộng hòa Nam Phi                        | South African Airways                   |          |           | 1        | 1         |
| Sri Lanka                               | SriLankan Airlines                      | 5        |           | 7        | 12        |
| Thụy Sĩ                                 | Swiss International Air Lines           |          |           | 14       | 14        |
| Bồ Đào Nha                              | TAP Portugal                            | 3        |           |          | 3         |
| Thái Lan                                | Thai Airways International              |          |           | 3        | 3         |
| Trung Quốc                              | Tianjin Airlines                        | 4        |           | 2        | 6         |
| Trung Quốc                              | Tibet Airlines                          | 5        |           |          | 5         |
| Tunisia                                 | Tunisair                                | 2        |           |          | 2         |
| Thổ Nhĩ Kỳ                              | Turkish Airlines                        | 13       |           | 37       | 50        |
| Việt Nam                                | VietJet Air                             |          |           | 7        | 7         |
| Vương quốc Liên hiệp Anh và Bắc Ireland | Virgin Atlantic                         |          |           | 10       | 10        |
| Tổng cộng                               | 79                                      | 476      | 15        | 662      | 1,153     |

Nguồn: Airbus Orders and Deliveries Lưu trữ ngày 7 tháng 9 năm 2009 tại Wayback Machine

## Số lượng Airbus A330 chuyển giao và đang hoạt động
| Máy bay   | 2015 | 2014 | 2013 | 2012 | 2011 | 2010 | 2009 | 2008 | 2007 | 2006 | 2005 | 2004 | 2003 | 2002 | 2001 | 2000 | 1999 | 1998 | 1997 | 1996 | 1995 | 1994 | 1993 |
| --------- | ---- | ---- | ---- | ---- | ---- | ---- | ---- | ---- | ---- | ---- | ---- | ---- | ---- | ---- | ---- | ---- | ---- | ---- | ---- | ---- | ---- | ---- | ---- |
| A330-200  | 30   | 28   | 43   | 37   | 40   | 32   | 38   | 49   | 42   | 39   | 29   | 25   | 19   | 36   | 16   | 27   | 40   | 12   |      |      |      |      |      |
| A330-200F | 3    | 5    | 8    | 8    | 4    | 5    |      |      |      |      |      |      |      |      |      |      |      |      |      |      |      |      |      |
| A330-300  | 70   | 75   | 57   | 56   | 43   | 50   | 38   | 23   | 26   | 23   | 27   | 22   | 12   | 6    | 19   | 16   | 4    | 11   | 14   | 10   | 30   | 9    | 1    |
| A330-800  |      |      |      |      |      |      |      |      |      |      |      |      |      |      |      |      |      |      |      |      |      |      |      |
| A330-900  |      |      |      |      |      |      |      |      |      |      |      |      |      |      |      |      |      |      |      |      |      |      |      |
| Tổng cộng | 103  | 108  | 108  | 101  | 87   | 87   | 76   | 72   | 68   | 62   | 56   | 47   | 31   | 42   | 35   | 43   | 44   | 23   | 14   | 10   | 30   | 9    | 1    |

| Máy bay   | 2022 | 2021 | 2020 | 2019 | 2018 | 2017 | 2016 |
| --------- | ---- | ---- | ---- | ---- | ---- | ---- | ---- |
| A330-200  | 4    | 3    | 5    | 7    | 14   | 16   | 21   |
| A330-200F |      |      |      |      |      | 2    | 3    |
| A330-300  | 4    | 1    | 1    | 5    | 32   | 49   | 42   |
| A330-800  | 3    | 1    | 3    |      |      |      |      |
| A330-900  | 17   | 11   | 10   | 41   | 3    |      |      |
| Tổng cộng | 28   | 16   | 19   | 53   | 49   | 67   | 66   |

## Tai nạn và sự cố
(Tính đến năm 2022)
- Các tai nạn nghiêm trọng: 4 vụ 
  - Vào 30 tháng 6 năm 1994, chuyến bay 129 của Airbus Industrie, một chiếc A330-300 của  Airbus khi đang bay thử nghiệm, máy bay đang được thử nghiệm mất cân bằng tải trọng nhưng sau đó bị stall(thất tốc) và cơ trưởng đã tăng công suất hai động cơ ,khiến trọng tâm máy bay bị lệch khiến nó rơi không lâu sau khi cất cánh từ Toulouse, làm 7 người thuộc phi hành đoàn thiệt mạng.  Lưu trữ ngày 25 tháng 9 năm 2020 tại Wayback Machine
  - Vào 15 tháng 3 năm 2000, một chiếc A330-300 hoạt động được 6 năm của hãng Malaysia Airlines đã bị hư hại nghiêm trọng bởi các chất lỏng ăn mòn được chuyên chở trong khoang hàng hóa trên một chuyến bay chở khách từ Bắc Kinh đến Kuala Lumpur. Chất lỏng ăn mòn oxalyl chloride đã bị khai báo nhầm thành chất rắn 8-Hydroxyquinoline không độc. 18 hộp chứa chất này được vận chuyển qua Kuala Lumpur, dự định sau đó quá cảnh đến Chennai. 5 công nhân sân bay đã cảm thấy khó chịu khi họ dỡ hành lý từ máy bay tại Kuala Lumpur sau khi một số hộp chứa bị rò rỉ và hóa chất chảy vào trong khoang chứa hàng của máy bay, dẫn đến thiệt hại lớn ở thân máy bay, cấu trúc hộp của cánh và bộ bánh đáp do bị ăn mòn. Sự cố máy bay này đã được công khai. Vào ngày 12 tháng 6 năm 2007, một tòa án ở Bắc Kinh đã ra lệnh cho Tập đoàn Xây dựng Hóa học Quốc gia Trung Quốc (chủ của số hàng hóa) phải bỏ ra 65 triệu USD để đền bù cho những thiệt hại của hãng Malaysia Airlines. 
  - Vào 1 tháng 6 năm 2009, trong chuyến bay 447 của Air France, một chiếc A330 đã hoạt động được hai năm của hãng chở theo 228 người biến mất Đã rơi ở vùng biển Thái Bình Dương sau khi máy bay khởi hành từ Rio de Janeiro (Brasil), không ai trong số 228 người trên máy sống sót. Nguyên nhân của vụ tai nạn gồm nhiều nhiều lý do bao gồm thời tiết quá xấu , lỗi phi công đã quá hoảng loạn làm sự cố nghiêm trọng hơn kết quả đã làm máy lao xuống theo phương năm ngang.
  - Vào 12 tháng 5 năm 2010, Chuyến bay 771 của Afriqiyah Airways, khởi hành từ Johannesburg đi Tripoli đã rơi gần Sân bay quốc tế Tripoli ở Lybia khiến 103 người chết, chỉ 1 người sống sót. Nguyên nhân của vụ tai nạn là do lỗi phi công. Trong lúc hạ cánh, phi công đã điều khiển chiếc máy bay xuống quá độ cao quy định, sau đó họ thực hiện 1 cú Go-around nhưng sau đó họ lại bắt đầu hạ cánh tiếp, trong lúc hạ cánh cơ trưởng gặp ảo giác Somatogravic khiến ông nhầm máy bị ngưng và kéo cần lái xuống khiến máy bay đâm sầm xuống đất và gặp nạn.
- Các sự cố khác: 3 vụ
  - Vào ngày 24 tháng 7 năm 2001, 2 chiếc A330-243 của hãng SriLankan Airlines đã bị phá hủy trên bãi đỗ bởi những kẻ khủng bố thuộc tổ chức Những con Hổ giải phóng Tamil tại Sân bay quốc tế Bandaranaike tại Colombo, Sri Lanka, cùng với 2 chiếc Airbus A320-200, 1 chiếc Airbus A340-300 và một phi đội máy bay quân sự cũng bị phá hủy. 2 máy bay khác gồm 1 chiếc A320 và 1 chiếc A340 đã bị hư hại nhưng sau đó đã được sửa chữa.[6]
  - Vào ngày 24 tháng 8-2001, một chiếc A330-243 của hãng Air Transat, trong chuyến bay mang số hiệu 236, đã thực hiện một kỷ lục quãng đường lượn dài nhất thế giới đối với 1 máy bay phản lực dân dụng, sau khi hết nhiên liệu bên trên Đại Tây Dương. Lỗi được xác định là do con người, phi hành đoàn đã không kiểm tra bảo trì cẩn thận, khiến nhiên liệu bị rò rỉ từ một ống vỡ. Máy bay đã mất động cơ trong nửa giờ và bay một quãng đường dài 65 hải lý (120 km) đến khi hạ cánh khẩn cấp tại Açores Bồ Đào Nha. Không ai bị thương, nhưng máy bay đã bị một số hư hại cấu trúc và vỡ lốp. Máy bay có số đăng ký là C-GITS, hiện vẫn đang được hãng Air Transat sử dụng.
  - Vào ngày 18 tháng 7-2003, chiếc A330-342 mang số hiệu B-HYA của hãng Dragonair đã bay vào vùng Áp thấp nhiệt đới Koni ở Biển Nam Trung Quốc, trên chuyến bay mang tên KA060 từ Kota Kinabalu đến Hồng Kông. 12 người thuộc phi hành đoàn và 3 hành khách đã bị thương, trong đó có hai người thuộc phi hành đoàn bị thương nặng, nhưng không có ai thiệt mạng. Máy bay đã hạ cánh an toàn tại Sân bay quốc tế Hồng Kông. Báo cáo điều tra tai nạn máy bay - Cục hàng không dân dụng Hong Kong
  - Vào ngày 23 tháng 10 năm 2022, Chuyến bay 631 của Korean Air vận hành bởi máy bay Airbus A330-300 (mã đăng kí HL7525), lịch trình từ Seoul-Cebu đã hạ cánh vượt quá đường băng trong điều kiện thời tiết xấu vào ban đêm.

## Thông số kỹ thuật

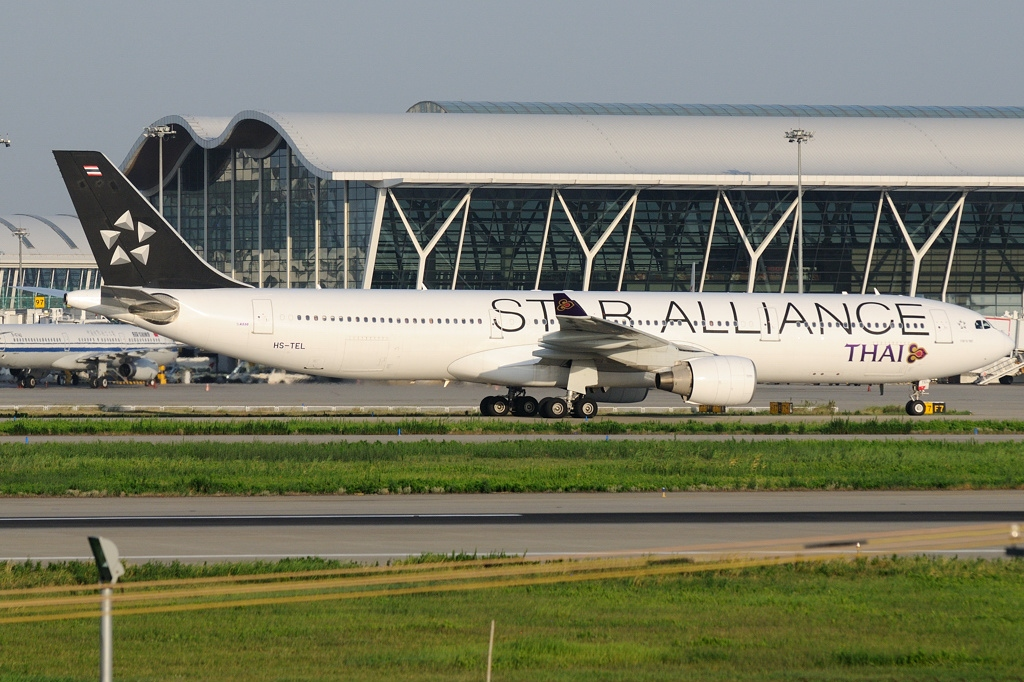
Airbus A330-300 của hãng Thai airways mang màu sơn Star alliance

| Kích thước máy bay                           | A330-200                                                                    | A330-300                                                                    | A330-200F                                                                   |
| -------------------------------------------- | --------------------------------------------------------------------------- | --------------------------------------------------------------------------- | --------------------------------------------------------------------------- |
| Chiều dài                                    | 58.8 m (192 ft 11 in)                                                       | 63.6 m (208 ft 8 in)                                                        | 58.8 m (192 ft 11 in)                                                       |
| Chiều cao (tới đỉnh của đuôi đứng)           | 17.40 m (57 ft 1 in)                                                        | 16.85 m (55 ft 3 in)                                                        | 16.9 m (55 ft 5 in)                                                         |
| Kích thước thân                              | 5.64 m (18 ft 6 in)                                                         | 5.64 m (18 ft 6 in)                                                         | 5.64 m (18 ft 6 in)                                                         |
| Chiều rộng cabin tối đa                      | 5.28 m (17 ft 4 in)                                                         | 5.28 m (17 ft 4 in)                                                         | 5.28 m (17 ft 4 in)                                                         |
| Chiều dài cabin                              | 45.0 m (147 ft 8 in)                                                        | 50.35 m (165 ft 2 in)                                                       | 40.8 m (133 ft 10 in)                                                       |
| Sải cánh                                     | 60.3 m (197 ft 10 in)                                                       | 60.3 m (197 ft 10 in)                                                       | 60.3 m (197 ft 10 in)                                                       |
| Diện tích cánh                               | 361.6 m² (1.186 sq ft)                                                      | 361.6 m² (1.186 sq ft)                                                      | 361.6 m² (1.186 sq ft)                                                      |
| Góc chéo của cánh (25% dây cung)             | 30°                                                                         | 30°                                                                         | 30°                                                                         |
| Wheelbase                                    | 22.2 m (72 ft 10 in)                                                        | 25.6 m (84 ft)                                                              | 22.2 m (72 ft 10 in)                                                        |
| Khoảng cách giữa hai bánh xe trước và sau    | 10.69 m (35 ft 1 in)                                                        | 10.69 m (35 ft 1 in)                                                        | 10.69 m (35 ft 1 in)                                                        |
| Dữ liệu hoạt động cơ bản                     |                                                                             |                                                                             |                                                                             |
| Động cơ                                      | hai CF6-80E1 hoặc PW4000 hoặc RR Trent 700                                  | hai CF6-80E1 hoặc PW4000 hoặc RR Trent 700                                  | hai CF6-80E1 hoặc PW4000 hoặc RR Trent 700                                  |
| Công suất                                    | 303-320 kN                                                                  | 303-320 kN                                                                  | 303-320 kN                                                                  |
| Số ghế                                       | 253 (3-hạng) / 293 (2-hạng)                                                 | 295 (3-hạng) / 335 (2-hạng)                                                 | -                                                                           |
| Tầm bay (w/số hành khách tối đa)             | 6.749 NM (12.500 km)                                                        | 5.669 NM (10.500 km)                                                        | 4.000 NM (7.400 km)                                                         |
| Tốc độ hành trình                            | Mach 0.82 (541 mph, 470 knot, 871 km/h trên độ cao hành trình là 35.000 ft) | Mach 0.82 (541 mph, 470 knot, 871 km/h trên độ cao hành trình là 35.000 ft) | Mach 0.82 (541 mph, 470 knot, 871 km/h trên độ cao hành trình là 35.000 ft) |
| Tốc độ tối đa                                | Mach 0.86 (568 mph, 493 knot, 913 km/h trên độ cao hành trình là 35.000 ft) | Mach 0.86 (568 mph, 493 knot, 913 km/h trên độ cao hành trình là 35.000 ft) | Mach 0.86 (568 mph, 493 knot, 913 km/h trên độ cao hành trình là 35.000 ft) |
| Cất cánh với MTOW                            | 2.220 mét/7300 ft                                                           | 2.500 mét (8.202 ft)                                                        | -                                                                           |
| Thể tích chứa hàng hóa (Tiêu chuẩn/tùy chọn) | 19.7 / 13.76 m³                                                             | 19.7 / 13.76 m³                                                             | 475 m³                                                                      |
| Trọng lượng thiết kế                         |                                                                             |                                                                             |                                                                             |
| Trọng lượng tối đa trên đường dốc            | 230.9 (233.9) t                                                             | 230.9 (233.9) t                                                             | 230.9 (233.9) t                                                             |
| Trọng lượng cất cánh tối đa                  | 230 (233) t                                                                 | 230 (233) t                                                                 | 230 (233) t                                                                 |
| Trọng lượng hạ cánh tối đa                   | 180 (182) t                                                                 | 185 (187) t                                                                 | 182 (187) t                                                                 |
| Trọng lượng không nạp nhiên liệu tối đa      | 168 (170) t                                                                 | 173 (175) t                                                                 | 173 (178) t                                                                 |
| Sức chứa nhiên liệu tối đa                   | 139.100 l                                                                   | 97.170 l                                                                    | 139.100 l                                                                   |
| Trọng lượng rỗng đặc trưng                   | 119.6 t                                                                     | 122.2 (124.5) t                                                             | 109 t                                                                       |
| Tải trọng thể tích đặc trưng                 | 36.4 t                                                                      | 45.9 t                                                                      | 69 t                                                                        |

## Nội dung liên quan

### Máy bay có cùng sự phát triển
- Airbus A300
- Airbus A340
- Airbus A350

### Máy bay có tính năng tương đương
- Boeing 767
- Boeing 777
- Boeing 787
- Ilyushin Il-96